# Carol Kidu
Carol Kidu est une femme politique papou-néo-guinéenne. Elle fut un temps la seule femme députée au Parlement de la Papouasie-Nouvelle-Guinée, et fut ministre du Développement communautaire sous le Premier ministre Sir Michael Somare de 2002 à 2011. Elle était alors à la tête du Parti de l'alliance mélanésienne. Elle fut chef de l'opposition officielle du 15 février 2012 jusqu'aux élections de juillet 2012.

## Biographie
Née Carol Anne Millwater en 1948 à Shorncliffe dans le Queensland, en Australie, elle s'installa à Port Moresby en Papouasie-Nouvelle-Guinée après avoir épousé Buri Kidu (en), qui devint par la suite Sir Buri Kidu, fait chevalier en 1980 lorsqu'il fut nommé Juge en chef de Papouasie-Nouvelle-Guinée - le premier autochtone à occuper ce poste. Carol Kidu, pour sa part, devint enseignante, et écrivit des manuels scolaires. Sir Buri Kidu décéda d'un arrêt cardiaque en 1994,.
Carol Kidu fit son entrée en politique en 1997, se portant candidate aux élections législatives ; elle fut élue députée de la circonscription urbaine de Port Moresby sud, dans la capitale. Elle fut réélue en 2002 et en 2007.
Elle fut élevée au titre de dame commandeur de l'ordre de l'Empire britannique en janvier 2005. Cette même année, répondant aux rumeurs selon lesquelles elle pourrait être nommée vice-Premier ministre, elle répondit que cette fonction ne l'intéressait pas. En 2007, le magazine régional Islands Business la nomma « personnalité de l’année » en Océanie, en reconnaissance de ses efforts contre la pauvreté, la violence familiale et le SIDA, et en faveur des droits des femmes. Elle fut également à l'origine de la reconnaissance de droits pour les vendeurs de rue « qui composent l'économie informelle ».
En février 2009, elle fut nommée chevalier de la Légion d'honneur par la France, pour « son engagement dévoué en faveur des femmes, des jeunes filles, des enfants, des personnes handicapées physiques ou mentales, et sa lutte contre la discrimination ». Elle était le premier citoyen papou-néo-guinéen à recevoir cet honneur,,.
Seule femme députée de 2002 à 2012, elle s'est engagée en faveur d'un projet de loi visant la création d'une vingtaine de sièges parlementaires réservés aux femmes. Le Parlement adopta cette mesure en principe en novembre 2011, mais elle reste à mettre en pratique.
En août 2011, le gouvernement auquel elle appartenait fut destitué par une motion de censure au Parlement, et elle devint députée d'opposition. En janvier 2012, elle confirma, comme elle l'avait indiqué au préalable, qu'elle mettrait fin à sa carrière politique à la veille des élections législatives des mois de juin à juillet. En janvier également, alors que ses collègues d'opposition boycottaient le Parlement dans le cadre d'une crise constitutionnelle (estimant qu'ils constituaient le gouvernement légitime), Dame Carol fut la seule de son camp à participer régulièrement aux sessions parlementaires, afin qu'une opposition soit présente. Elle expliqua qu'elle considérait toujours le gouvernement Somare comme le gouvernement légitime, en accord avec un jugement de la Cour suprême en décembre, mais que de facto il y avait un autre gouvernement en place, et qu'il était nécessaire d'avoir une opposition parlementaire à ce gouvernement. Se distançant quelque peu de Somare à la suite de la mutinerie du 26 janvier, elle demanda à être reconnue comme chef de l'opposition officielle, même si cette opposition ne devait consister qu'en une seule personne, afin qu'elle puisse faire face au Premier ministre Peter O'Neill au sein du Parlement. Le 15 février, le président du Parlement, Jeffrey Nape, la reconnut comme chef de l'opposition officielle, dont elle était la seule membre. Elle est la première femme à occuper cette fonction, ce pour quoi le Premier ministre Peter O'Neill la félicita. Elle déclara qu'au cours de ses derniers mois au Parlement, elle s'efforcerait de consolider les fonctions et les prérogatives de l'opposition pour l'avenir, en obtenant du personnel parlementaire pour aider aux tâches de l'opposition et en réformant les procédures parlementaires pour garantir son meilleur fonctionnement. Quelques jours plus tard, l'ancien Premier ministre par intérim Sam Abal la rejoignit comme vice-chef de l'opposition.
Quelques jours avant la dissolution de la législature et la fin de son dernier mandat, en mai 2012, elle intervint personnellement pour stopper la destruction, par la police et les bulldozers, d'un bidonville en banlieue de Port Moresby. Le bidonville devait être rasé « en préparation pour un site hôtelier controversé, sur lequel plan[aient] des questions de procédure et de légitimité ». Après avoir été écartée physiquement du site par la police, elle obtint que la destruction soit suspendue « pour raisons humanitaires ». Enfin, l'une de ses dernières prises de parole en tant que députée fut pour dénoncer le « conservatisme religieux » qui inhibe l'éducation sexuelle, et à cause duquel « des gens meurent du SIDA [...] parce qu'ils ont trop honte pour se faire soigner ».
En 2013, après avoir quitté le Parlement, elle s'oppose à la légalisation de la peine de mort dans le pays, indiquant que le manque de moyens pour la police judiciaire risquait d'entraîner l'exécution de personnes condamnées à tort.
En avril de la même année, elle fut nommée directrice non exécutive de la société australienne Bougainville Cooper Limited (compagnie propriétaire de la mine de cuivre de Panguna sur l'île de Bougainville, fermée depuis 1989 à cause de la guerre civile).

## Titulature
Dame Carol Kidu, DBE.